# Loch Frisa
Loch Frisa är en sjö i Storbritannien.   Den ligger i kommunen Argyll and Bute och riksdelen Skottland, i den nordvästra delen av landet, 700 km nordväst om huvudstaden London. Loch Frisa ligger 166 meter över havet. Den ligger på ön Inner Hebrides. I omgivningarna runt Loch Frisa växer i huvudsak blandskog.